# Fly540 Angola
Fly540 Angola era una subsidiària de Fly540 que tenia la seva base a l'Aeroport Internacional Quatro de Fevereiro a Luanda i a l'aeroport de Cabinda a Cabinda, Angola. La companyia matriu Fastjet va suspendre les seves operacions l'abril de 2014 tot esperant la reestructuració, encara que mai va reprendre els vols.

## Història
Fly540 Angola es va establir en 2009 com una filial de Fly540 amb base a Kènia. Va ser la primera aerolínia de propietat privada a Angola. La filial es va crear perquè Fly540 va sentir que hi havia manca de serveis aeris nacionals i regionals dins i fora d'Angola. Fly540 es va enfrontar amb dificultats en el llançament de Fly540 Angola, perquè Angola va ser objecte d'escrutini per l'Organització d'Aviació Civil Internacional (OACI) i l'estatal TAAG Angola Airlines havia estat posada a la llista negra de companyies aèries de la Unió Europea a causa de les preocupacions de seguretat.
S'esperava que comencés les operacions en 2009, però Fly540 Angola no va obtenir la certificació de l'Instituto Nacional da Aviação Civil fins a febrer de 2011. L'aerolínia va començar els seus vola l'abril de 2011 amb un únic ATR 72-500 i amb base a l'aeroport de Cabinda. Pel febrer de 2013 la flota havia crescut a dos ATR 72-200s i un ATR 72-500.
Fly540 Angola va tenir problemes en el mercat i va acumular pèrdues. En juny de 2012 l'empresa matriu Fly540 va ser adquirida per Rubicon Diversified Investments, que va fer totes les filials de Fly540 com a filials de la seva nova empresa Fastjet. Tanmateix, en abril de 3014 Fastjet va suspendre les operacions de Fly540 Angola per tal de reestructurar l'aerolínia per al seu model a servei complet com a aerolínia de baix cost de Fastjet. Posteriorment Fastjet va decidir vendre la flota de Fly540 Angola, i l'aerolínia mai va reprendre les operacions.

## Afers corporatius
Pablo Martins va ser el director comercial de l'aerolínia quan era en funcionament. Fastjet tenia una participació del 60% en l'aerolínia.

## Destinacions
En el moment de la seva suspensió, Fly540 Angola va volar a les següents destinacions:
| Ciutat        | Aeroport                                   | Notes |
| ------------- | ------------------------------------------ | ----- |
| Benguela      | Aeroport de Benguela                       | —     |
| Cabinda       | Aeroport de Cabinda                        | —     |
| Luanda        | Aeroport Internacional Quatro de Fevereiro | Hub   |
| M'banza-Kongo | Aeroport de Mbanza Congo                   | —     |
| Soyo          | Aeroport de Soyo                           | —     |

## Flota
Fly540 Angola operava dos aparells ATR 72 en el moment de la seva suspensiç´ó.

## Serveis
Fly540 Angola funcionava com una aerolínia de servei complet i no com una aerolínia de baix cost. Els seus ATR 72-500 oferien 56 seients de classe turista i 12 de classe business.